# Julklappsrim

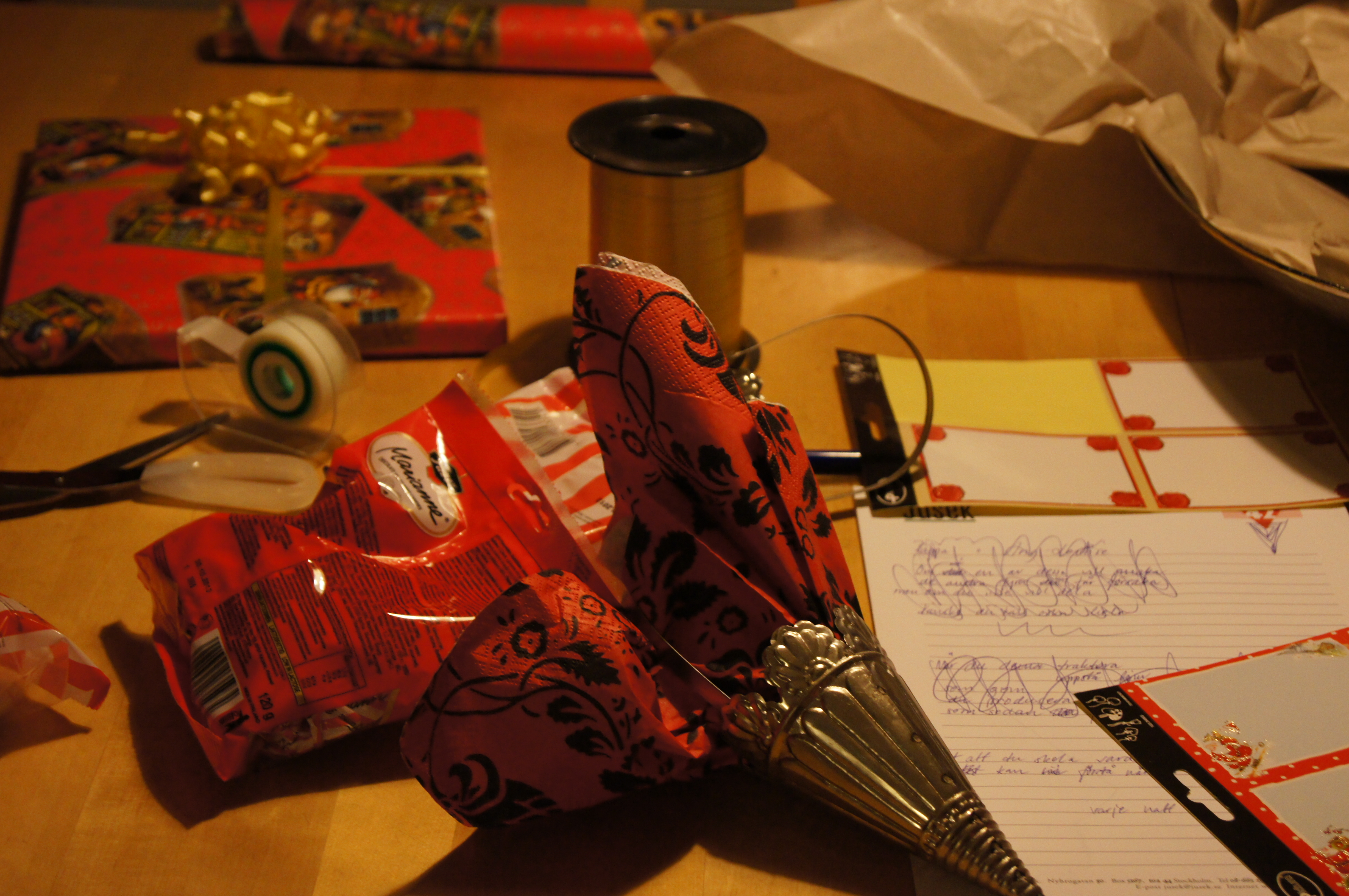
Förberedelse för julklappsinslagning med julrim.

Ett julklappsrim eller julrim är relativt korta, rimmade verser som man fäster på julklappar. Ett julklappsrim antyder vanligen vad som finns i paketet utan att direkt avslöja innehållet.

## Användning
Inför jul är det vanligt att paneler med inbjudna gäster, framför allt på TV och i radio, skriver julklappsrim på tittarnas/lyssnarnas begäran. Det brukar kallas för rimstuga. Rimstuga förekommer bland annat i TV:s och radios uppesittarkväll. Julrim ska särskiljas från julverser eller juldikter, som har en helt annan karaktär, och används för att skapa julstämning i allmänhet.
Julklappsrimmet har funnits i Sverige åtminstone från 1700-talet. Förr i tiden fanns en lantlig tradition som innebar att byns ungdomar smög omkring på julaftonen och knackade på i stugorna. När någon öppnade kastade man in en skämtgåva, som kunde bestå av ett vedträ eller en halmfigur. På gåvan hade man ofta fäst en lapp med en vers som förklarade varför mottagaren förärats presenten. Dessa verser, som till en början ofta hade nidkaraktär, är föregångare till nutidens julklappsrim. 
Verser i samband med julgåvor förkom även i högreståndsmiljöer. Under inflytande av den tyska julaftons- och julklappstraditionen började man kring sekelskiftet 1800 ge ”riktiga” julklappar åt namngivna mottagare, inte bara skämt- och vänskapspresenter. Det handlade om till exempel pennor och hårband som gavs tillsammans med skämtgåvorna. De tidiga julklapparna påminde om vänskapsgåvorna i den meningen att de var småsaker av ringa värde. Precis som skämtpresenterna åtföljdes julklapparna alltid av en vers, som var en väsentlig del av gåvan.
Även om julklappsrim kanske inte är lika vanligt förekommande längre, så skriver många fortfarande rim på sina julklappar som ett underhållande inslag för både givare och mottagare.

## I populärkulturen
I Pippi Långstrump ger Tommy en julklapp med julklappsrim till sin far: "Den här ska du ha om halsen, så blir du aldrig mer kallsen." Hans far reagerar på "kallsen" och Tommy berättar att det ska vara "kall sen". Därefter får Tommy en julklapp av sin far med följande julklappsrim: "Till Tommy från mor och far, nå'nting som pyser och snurrar och drar". Det visar sig vara en ångmaskin, precis som Tommy har önskat sig.